# Административно деление на Никарагуа
Никарагуа е разделена на 15 департамента и 2 автономни региона.
Департаментите и регионите са:
1. Боако
2. Карасо
3. Чинандега
4. Чонталес
5. Естели
6. Гранада
7. Хинотега
8. Леон
9. Мадрис
10. Манагуа
11. Масая
12. Матагалпа
13. Нуева Сеговия
14. Ривас
15. Рио Сан Хуан
16. Автономен регион Атлантико-север
17. Автономен регион Атлантико-юг